# Best of Ballads & Acoustic Specials
Best of Ballads & Acoustic Specials är ett samlingsalbum av Axxis, utgivet 2006 och innehållande ballader och akustiska speciallåtar.

## Låtlista

### CD 1 (ballader)
1. "Only God Knows" (Remix 2006)
2. "Stay Don't Leave Me"
3. "Waterdrop" (Classic Mix 2006)
4. "Touch the Rainbow" (Long Version)
5. "Fire and Ice" (Preproduction 1988)
6. "Brandnew World" (Remix 2006)
7. "Hold You"
8. "Face to Face" (Live)
9. "Tears of the Trees" (Original Demo Version 1988)
10. "Love Doesn't Know Any Distance"
11. "Sarajevo"
12. "On My Own"
13. "Heaven 7th Train" (Live 1992)
14. "Hide Away"
15. "World of Mystery"

### CD 2 (akustiska speciallåtar)
1. "Living in a World" (2006)
2. "Kingdom of the Night" (2006)
3. "Little War" (2006)
4. "Ships Are Sailing (2006)
5. "Touch the Rainbow"
6. "Heaven in Black"
7. "C'est La Vie" (Tango Version)
8. "Fire and Ice"
9. "Another Day"
10. "Kings Made of Steel"
11. "Julia"